# Формула-4с

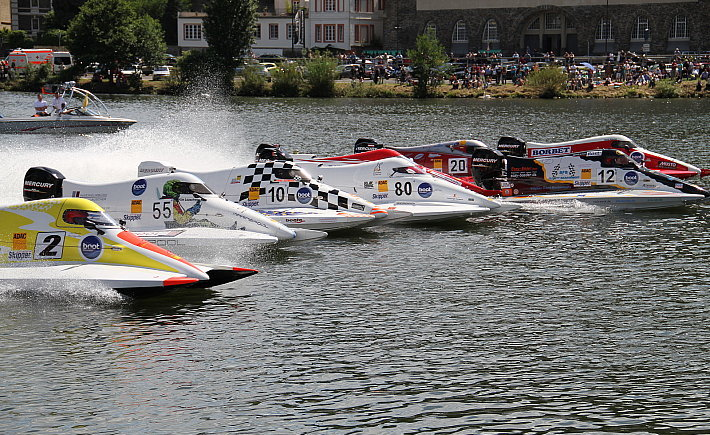
Traben-Trarbach F-4s start

Formula-4s — международные гонки по водномоторному спорту проводимые под эгидой Международной Федерации Водно-моторного спорта (Union Internationale Motonatique – UIM), в международном классе гоночных судов UIM Class F-4s. Приставка S дает отсылку к аббревиатуре от 4-stroke (четыре такта), что указывает на использование четырехтактных подвесных лодочных моторов.

## История
Этот класс разрабатывался как более экологичная альтернатива классам UIM S750, UIM S550, UIM F4 и UIM F3 До присвоения статуса чемпионата мира и континентальных чемпионатов класс назывался SL-60. Первые гонки прошли в 2005 году в Скандинавии. В 2009 году класс SL-60 был выбран в качестве базы для международной серии ADAC Masters проводимой в Германии. В 2010 году класс получил современное название F-4s и статус чемпионата Европы. В 2011 году была запущена промоутерская серия F-4s проводимая совместно с этапами чемпионата мира Формулы 1. А в 2013 году прошёл первый чемпионат мира в классе Формуле-4s.

## Развитие и международные серии

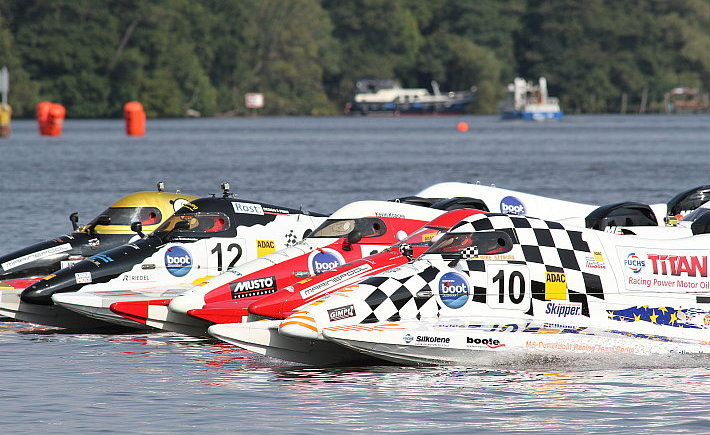
Brodenbach F-4s start

В данный момент[какой?] класс F-4s является самым динамично развивающимся классом водно-моторного спорта.
Этапы чемпионатов проходят в таких странах как Венгрия, Латвия, Финляндия, Франция, Великобритания, Германия, Швеция, Италия. Помимо чемпионата мира и Европы проводятся престижнейшие международные гонки серии ADAC Masters (Германия) и промоутерской серии F-4s в поддержку чемпионата мира Формулы 1. В 2014 году число пилотов международных серий превышает 50 человек, а число пилотов национальных серий просто не поддается исчислению. Также в этом классе проходят открытые международные соревнования в таких странах как США, Китай, Арабские Эмираты, страны Прибалтики и Скандинавии и многих других.
Промоутерская серия F-4s была учреждена, чтобы создать резерв молодых пилотов и дать им возможность изучить трассы Формулы 1. Гонки этой серии проходят непосредственно c гоночным викендом королевских гонок на воде.
Эта популярность объясняется несколькими причинами.
Одна из главных причин высокая безопасность. Лодки формулы-4s оснащены капсулами безопасности, позаимствованными из старших классов Formula1 H2O и Formula2 H2O. До сих пор не зарегистрировано ни одного летального случая или сколь-нибудь серьезных ранений среди пилотов в этом классе.
Другая причина - относительно небольшая стоимость «входа» в класс и низкая стоимость эксплуатации по сравнению с другими классами Формулы — F1, F2 и F500. Однако трудозатраты по доводке и настройке гоночного судна и двигателя F-4S соизмеримы со старшими классами. Для подготовки одного корпуса к старту требуется несколько недель работы высококвалифицированных механиков. Как правило, эти работы выполняются судостроительными компаниями или гоночными клубами имеющими подходящее оборудование.
И наконец, одной из решающих причин для многих пилотов является то, что этот класс является самой короткой дорогой в королевские гонки. F-4s один из немногих международных классов, который при определенном стаже (не менее 8 гонок по правилам UIM) даёт право на получении супер-лицензии.
Управление лодок F-4s практически такое же, как и в старших классах, с поправкой на скорость. F-4s является лучшей практикой для пилотов, что доказали тестовые заезды молодых гонщиков в старших классах F1 и F2.

## Гоночные суда

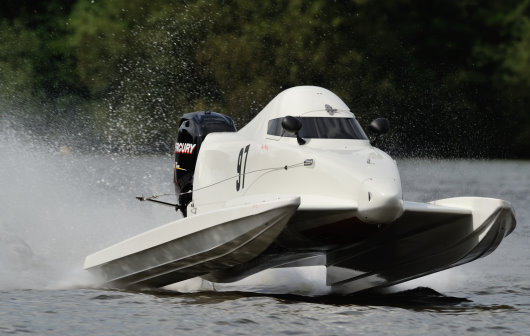
Molgaard F-4s Gen3

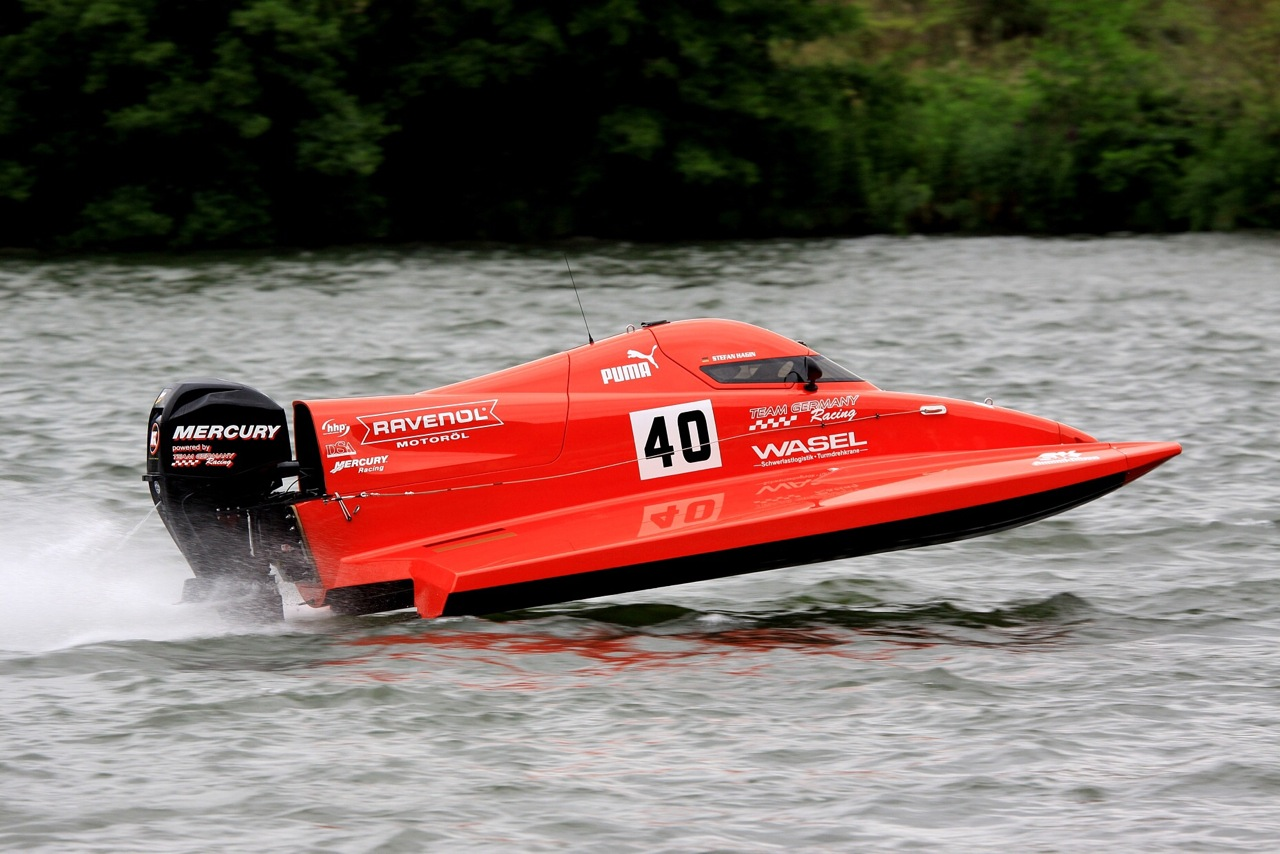
Molgaard F-4s Gen3

Лодки в классе F-4s построены по принципу «туннельного катамарана». Технология изготовления позаимствована у старших «формул». При изготовлении лодок данного класса применяются самые современные технологии и новейшие материалы, такие как карбон, кевлар, номекс, последние сорта полимерных смол и др. Стоимость материалов и трудозатраты высоки, но это характерно для всех классов «формул», поскольку во главу поставлена высокая прочность конструкции и как следствие повышенная безопасность пилотов. Современные лодки Формулы-4s, как и в старших классах, оснащаются капсулами безопасности способными выдержать давление 3000 Н/см2 и более.
Множество компаний и частных спортивных судостроителей занимаются производством лодок данного класса в США, Европе, Китае. Общепризнанными ведущими производителями являются Baba Racing (Италия), ASV (Венгрия), Molgaard Racing  (Дания).

## Двигатели
В соответствии с правилами UIM для данного класса используется четырехтактный подвесной лодочный мотор Mercury 60 EFI Racing. В соответствии с современными тенденциями, этот мотор отличается пониженными выбросами вредных веществ в атмосферу и соответствует самым жестким экологическим требованиям. В то же время благодаря спортивной конструкции подвески и средней части двигателя, мотор обладает пониженным центром тяжести, что дает отличные результаты в гонках.

Характеристики:

Мощность: 60 л. с.

Рабочий объем: 995 см3

Количество цилиндров: 4

Вес: 118 кг

## Гонки
Гонки этапов чемпионата мира и международные гонки проводятся на омологированных трассах UIM. Количество участников в заезде не должно превышать максимальное количество лодок по омологации трассы. Если количество участников превышает разрешенное количество, участники основных заездов отбираются по предварительной квалификации. Длина дистанции 12 км или 17 км. Максимальная длина прямой на круге 600 м. Движение против часовой стрелки. Минимальное количество заездов 2. Обычно проводится 3 или 4. За каждый заезд начисляются очки в соответствии с правилами UIM. Победитель определяется по сумме очков.

## Чемпионы
Чемпионы мира:
| Год  | Имя                       | Страна  |
| ---- | ------------------------- | ------- |
| 2013 | TABORI Aron (Табори Арон) | Венгрия |

Чемпионы Европы:
| Год  | Имя                                      | Страна    |
| ---- | ---------------------------------------- | --------- |
| 2013 | MARTIN Olle (Мартин Олле)                | Финляндия |
| 2012 | SODERLING Tobias (Содерлинг Тобиас)      | Швеция    |
| 2011 | SAUERESSING Manuel (Зауэрэссинг Мануель) | Германия  |
| 2010 | Stefan HAGIN (Стефан Хагин)              | Германия  |